# Maria Augusta Tibiriçá
Maria Augusta de Toledo Tibiriçá Miranda (São Paulo, 6 de maio de 1917 - Rio de Janeiro, 7 de abril de 2015) foi uma médica e ativista política brasileira.
Ainda na infância, atuou na campanha contra a lepra. Junto com a mãe, Maria Alice, ajudou também a promover movimentos contra a discriminação dos doentes de hanseníase.
Graduou-se em medicina, em 1941, pela antiga Universidade do Brasil, atual Universidade Federal do Rio de Janeiro (UFRJ).
Militou pela redemocratização do Brasil na década de 1940 e em seguida no movimento feminista, participando da criação da Federação de Mulheres do Brasil. Foi uma das articuladoras da campanha O petróleo é nosso.Presidiu o Movimento em Defesa da Economia Nacional (Modecon).
Presidiu o Movimento em Defesa da Economia Nacional (Modecon), criado por Barbosa Lima Sobrinho. Recebeu a Medalha Tiradentes concedida pela Assembléia Legislativa do Estado do Rio de Janeiro em 2007, e o Diploma Bertha Lutz em 2010.
Foi casada com Henrique Miranda, que juntos tiveram os filhos Carlos Henrique, Aloísio e Alice.